# Иоланда Арагонская
Иоланда Арагонская (фр. Yolande d’Aragon, 1379 (по другим сведениям 11 августа 1384, Барселона) — 14 ноября 1442, Сомюр) — номинальная «королева четырех королевств» (Арагон, Сицилия, Иерусалим, Неаполь (или, возможно, Кипр), герцогиня Анжуйская, младшая дочь Хуанa I Охотника, короля Арагона и Иоланды де Бар (внучки короля Франции Иоанна Доброго). Принимала деятельное участие в возведении на престол Карла VII Победоносного, пользовалась огромным уважением среди современников: в частности, Бодиньи, хроникер бургундского дома назвал её по общему убеждению прекраснейшей и мудрейшей из всех принцесс христианского мира. Людовик XI выразился ещё яснее, отметив, что это была женщина с мужским сердцем. Также её называли «одной из женщин, сделавших Францию».

## Семья
Младшая из трёх детей Хуана I, родилась в Сарагосе, весной 1380 года (или 1384 года?), была крещена под именем Виолента (Violenta). Её дедом со стороны отца был Педро IV, по матери она приходилась внучатой племянницей Карлу V Французскому. Лишилась отца 13 лет от роду, за отсутствием сыновей, на трон Арагона взошёл младший брат её отца Мартин. Пыталась добиться для себя арагонского трона, но потерпела в этом неудачу, хотя номинально сохранила титул «королевы» этой страны, позднее на арагонский трон пытался претендовать её сын Людовик III, но опять же, неудачно.
Реальными владениями Иоланды после замужества были герцогства Анжу и Прованс, в течение коротких промежутков времени её власть распространялась также на Бар, Турень, Мэн и Валуа. Её второй сын, Рене Добрый, женившись на лотарингской наследнице, сумел присоединить это герцогство к своим владениям.

## Замужество

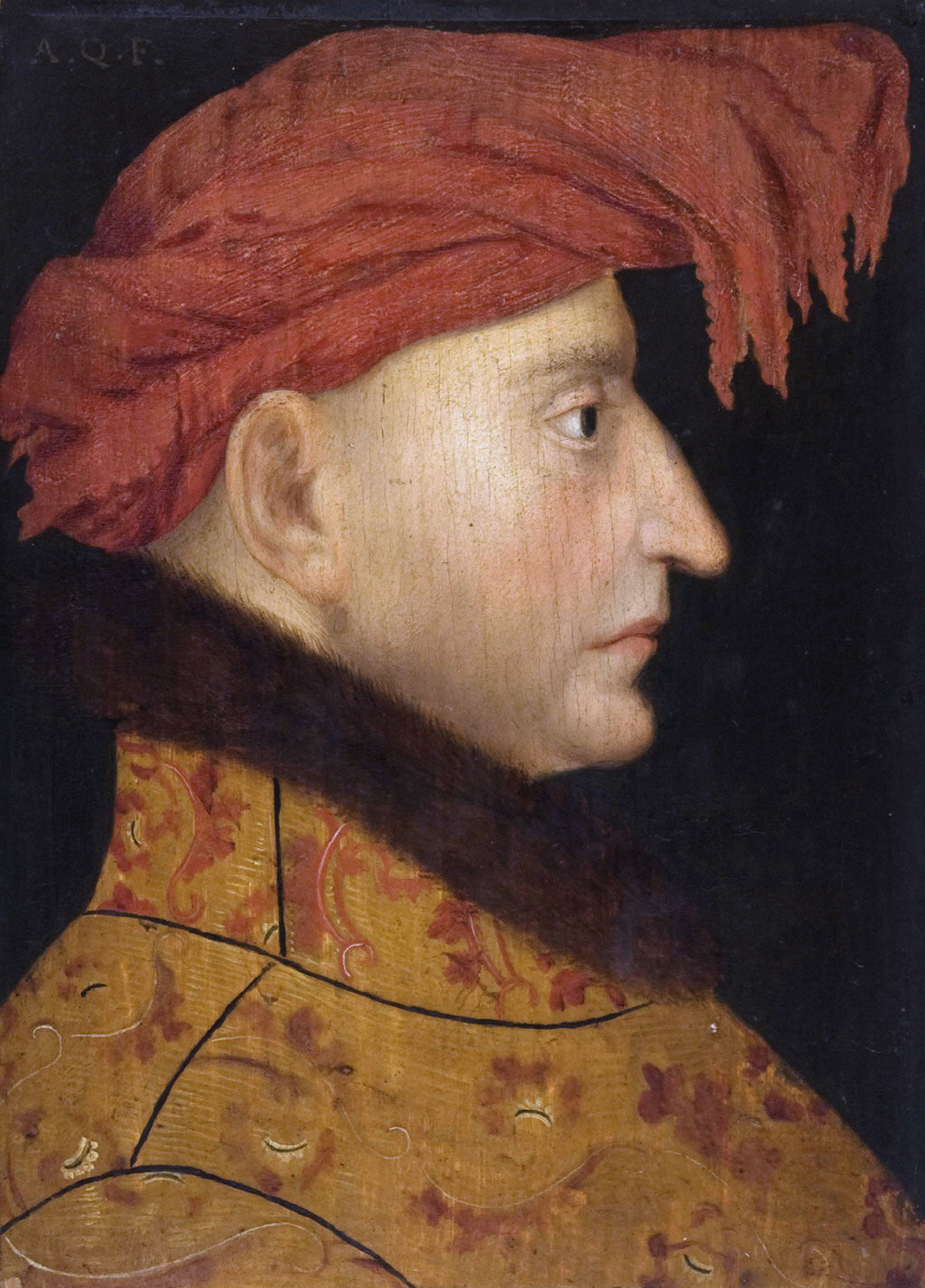
Людовик II Анжуйский, супруг Иоланды

2 декабря 1400 года в Арле вышла замуж за герцога Людовика II Анжуйского. Во Франции носила титул герцогини Анжуйской, графини Провансской. Людовик Анжуйский значительную часть времени проводил в Италии, сражаясь за трон Неаполя, в то время как его владениями заправляла жена, снискав себе репутацию умной и расчётливой правительницы. Резиденция королевы находилась в Анжере, позднее — в Сомюре.
От брака с Луи Анжуйским родилось пятеро (по другим сведениям — шестеро) детей:
- Людовик III Анжуйский (1403—1434) — герцог Анжуйский;
- Мари (1404—1463) — королева Франции, супруга Карла VII;
- Ещё одна дочь, имя неизвестно. Предполагается, что родилась в 1406 году и умерла в раннем детстве;
- Рене Добрый (1408—1480) — унаследовал герцогство Анжу после брата;
- Иоланда (1412—1440) — вышла замуж за Франциска Бретонского;
- Карл Мэнский (1414—1472) — граф Мэна.

## Участие в судьбе Франции
Несмотря на то, что её муж Луи II искал сближения с Орлеанским домом, 8 декабря 1413 года Иоланда встретилась в парижской королевской резиденции Барбетт с царствующей королевой Франции Изабеллой Баварской и заключила с ней договор о браке своей дочери Марии с третьим сыном королевы, в то время носившим титул графа Пуатье.
Изабелла, желавшая избавиться от нелюбимого сына, легко согласилась, и в качестве подарка преподнесла Иоланде семь золотых кубков с гербом Арагона. Принц Карл получил в подарок от будущей тёщи графин и золотую чашу.
Помолвка была торжественно отпразднована 18 декабря, и соответствующий документ был скреплён подписями дофина Луи, герцога Анжуйского, герцога Орлеанского, графа де Вертю и Бернара Арманьяка, после чего Карл поселился в Анжере, у будущей тёщи, которую до смерти почитал как мать и повиновался ей беспрекословно.
После победы англичан при Азенкуре в 1415 году герцогство Анжуйское оказалось под угрозой, и муж Иоланды, Луи, настоял на том, чтобы вместе с детьми и зятем она перебралась в Прованс.

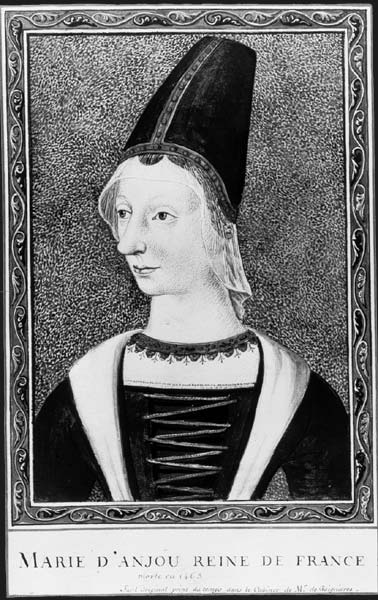
Мария Анжуйская, дочь Иоланды, жена дофина Карла

В 1416 году умер старший дофин. 29 апреля 1417 года Луи II Анжуйский скончался от болезни, вскоре за ним последовал и второй старший брат Карла, в результате чего тот стал дофином Франции, но на все требования королевы Изабеллы отправить его в Париж Иоланда ответила решительным отказом. Сохранилось её более чем недвусмысленное письмо королеве на этот счет:
Женщине, которая живёт с любовниками, ребёнок абсолютно не нужен. Не для того я его кормила и воспитывала, чтоб он помер под вашей опекою, как его братья, или вы сделали из него англичанина, как вы сами, или довели до сумасшествия, как его отца. Он останется у меня, а вы, если осмелитесь, попробуйте его отобрать.
В июле того же года, встретившись с безумным королём Карлом VI, Иоланда сумела получить от него указ, в котором его дофин Карл признавался законным сыном короля, и таким образом, пусть косвенно, были подтверждены его права на престол.
Иоланда всё же была вынуждена заключить сепаратный мир с англичанами, но добилась от них обязательства не нападать на её владения. В качестве союзника она вначале приняла сторону бургундцев (1417—1420 гг.), а после подписания договора в Труа, в попытках защитить права своего зятя, сошлась с арманьяками.
С 1422 года участвовала в королевском совете, представляя в нём анжуйскую партию. Оказывала огромное влияние на слабохарактерного короля. В 1425 году под её влиянием коннетаблем Франции стал Артур де Ришмон, а также был подписан Сомюрский мир, ей же удалось привлечь на сторону короля Жана VI, герцога Бретани, являвшегося старшим братом де Ришмона и одновременно — отцом будущего зятя Иоланды.
В 1427 году герцог Бедфорд, считавшийся регентом Франции при юном английском короле, попытался присоединить Анжу к своим владениям. Иоланда отреагировала немедленно, устроив браки своих детей с несколькими влиятельными феодальными домами. Так, её второй сын Рене вступил в брак с Изабеллой, наследницей лотарингского герцогства.
В 1428 году оказала значительную поддержку Жанне д’Арк, появившейся в Шиноне. Сторонники легендарных версий подвига Жанны считают даже, что её появление и разговор с королём был спектаклем, умело срежиссированным его тёщей. Так это или нет, неизвестно, зато установлено точно, что оборона Орлеана, содержание армии Жанны, впрочем, как и шинонского двора, осуществлялись практически на деньги королевы Иоланды.
После того, как герцог Бретонский нарушил договор, его младший брат впал в немилость и был заменён при шинонском дворе на Жоржа де Ла Тремуя, человека апатичного, жадного и не наделённого особыми талантами. Королева Иоланда сумела организовать похищение и в конечном итоге, отстранение Тремуйля от власти в пользу опального Ришмона, после чего короля окончательно окружают умные, деятельные и верные Иоланде советники Дюнуа, Брезе и Карл Анжуйский.
Считается, что Иоланда, бывшая патронессой третьего ордена францисканцев, широко использовала их в роли шпионов, ей же приписывается изобретение «летучего эскадрона любви», позднее с успехом использовавшегося Екатериной Медичи — нескольких верных, умных и весьма привлекательных фрейлин, которых по необходимости можно было использовать в качестве любовниц и одновременно шпионок при бретонском и лотарингском дворах.
В 1434 году она потеряла своего старшего сына Луи III Анжуйского. Вместо него герцогство принял второй сын Рене, выкупленный матерью из бургундского плена. Также считается, что она позаботилась, чтобы королевской фавориткой стала Агнесса Сорель.
Иоланда умерла 14 декабря 1443 года в Сомюре и была похоронена в Анжере в церкви Сен-Морис. В своем завещании оставила значительные суммы для восстановления разрушенной войной Франции.

## Образ в литературе и искусстве
- В фильме «Жанна д’Арк» (1999) роль Иоланды сыграла Фэй Данауэй. Показана интриганкой и одной из подстрекательниц к предательству Жанны д’Арк французским двором.
- Иоланда Арагонская является одним из действующих лиц цикла историко-приключенческих романов «Катрин» Жюльетты Бенцони, который был экранизирован на французском телевидении в 1986 году в виде одноимённого мини-сериала, в котором роль королевы Иоланды Арагонской сыграла французская актриса Женевьева Казиль.
- Иоланде Арагонской посвящён роман принцессы Кентской «Королева четырёх королевств», также она упоминается в романе автора «Агнесса Сорель — повелительница красоты».